# Bahnstrecke Koselbruch–Heide
| Streckennummer: | LGB 4               |                        |                       |
| Streckenlänge: | 9,6 km              |                        |                       |
| Spurweite: | 900 mm (Schmalspur) |                        |                       |
| Stromsystem: | 1200 V =            |                        |                       |
| Streckengeschwindigkeit: | 30 km/h             |                        |                       |
| |                     |                        |                       |
| \| \| \| von Laubusch \| \| \| \| 0,0 \| Koselbruch [Stw 30S] \| 139 m \| \| \| \| nach Knappenrode \| \| \| \| 9,0 \| Wiednitz [Stw 31S][1] \| Wiednitz [Stw 31S][1] \| \| \| 9,25 \| Lübbenau–Kamenz \| 145 m \| \| \| 9,3 \| Wirtschaftsweg \| Wirtschaftsweg \| \| \| 9,55 \| Rosa-Luxemburg-Straße \| Rosa-Luxemburg-Straße \| \| \| 9,6 \| Brikettfabrik Heye III \| 145 m \| |                     |                        |                       |
| Strecke (außer Betrieb) |                     | von Laubusch           | von Laubusch          |
| Blockstelle (Strecke außer Betrieb) | 0,0                 | Koselbruch [Stw 30S]   | 139 m                 |
| Abzweig geradeaus und nach links (Strecke außer Betrieb) |                     | nach Knappenrode       | nach Knappenrode      |
| Blockstelle (Strecke außer Betrieb) | 9,0                 | Wiednitz [Stw 31S]     | Wiednitz [Stw 31S]    |
| Kreuzung geradeaus oben (Strecke geradeaus außer Betrieb) | 9,25                | Lübbenau–Kamenz        | 145 m                 |
| Brücke (Strecke außer Betrieb) | 9,3                 | Wirtschaftsweg         | Wirtschaftsweg        |
| Brücke (Strecke außer Betrieb) | 9,55                | Rosa-Luxemburg-Straße  | Rosa-Luxemburg-Straße |
| Betriebs-/Güterbahnhof Streckenende (Strecke außer Betrieb) | 9,6                 | Brikettfabrik Heye III | 145 m                 |

Die Bahnstrecke Koselbruch–Heide war eine schmalspurige elektrische Förderbahn der Lausitzer Grubenbahn mit 900 mm Spurweite. Sie berührte die heutigen Ortsbereiche von Schwarzkollm und Wiednitz. Mit ihr wurde die Brikettfabrik Heye III bedient; sie bestand bis 1992. Von 1994 an wurde die Bahnstrecke vollständig abgebaut. Noch bestehende Dämme sind in dem bewaldeten Gebiet vereinzelt zu erkennen. In Wiednitz sind einige Bauten des Braunkohlebetriebes als Ruinen erhalten.

## Geschichte

### Entstehung

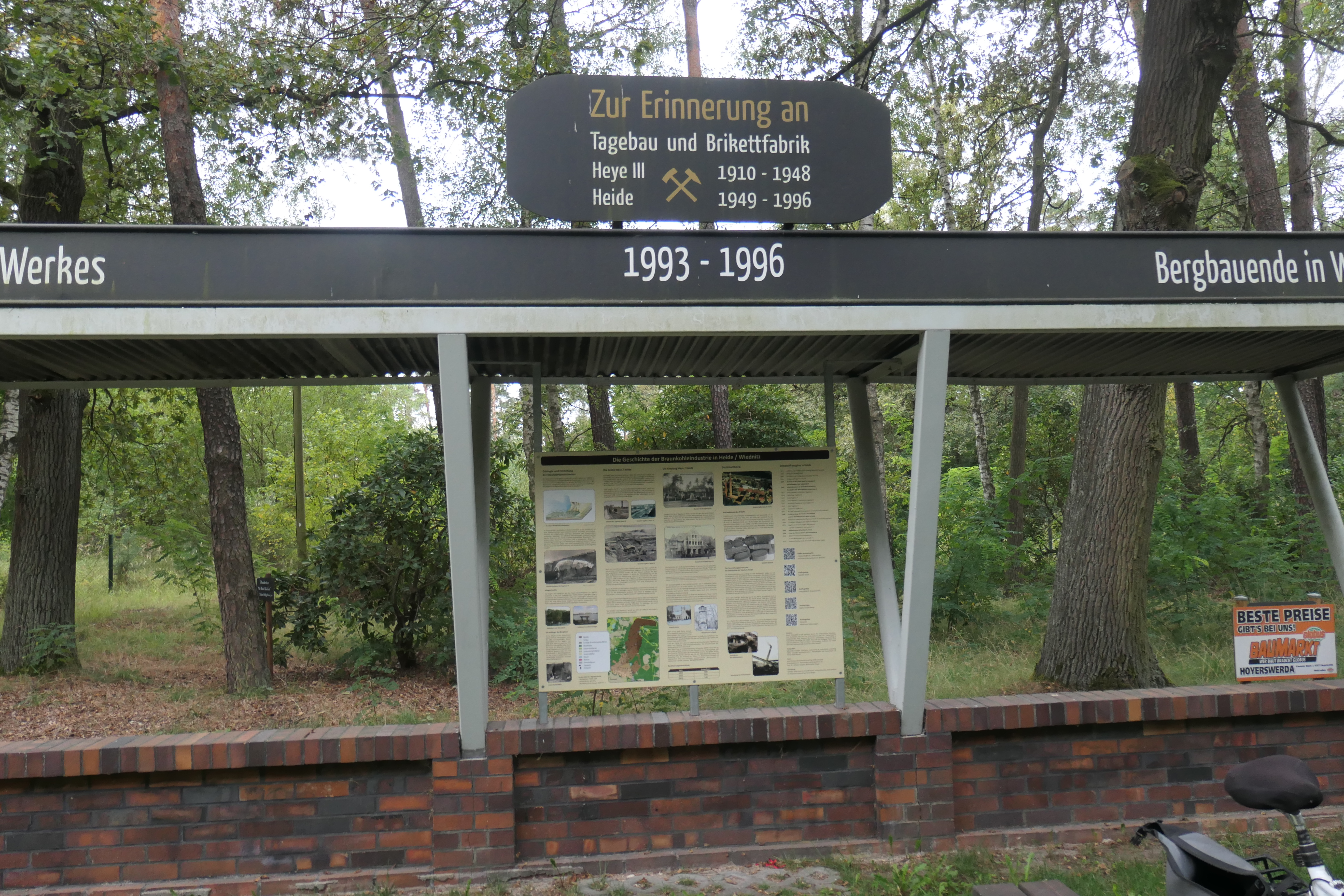
Ziel der Bahnlinie Koselbruch Heide war die Brikettfabrik Heye III

Bereits 1909 begann in der Nähe von Wiednitz die Erschließung des Tagebaues Heye III, ein Jahr später folgte auf dem Gelände der Bau einer Brikettfabrik. Mit der Errichtung eines östlich der Bahnstrecke Lübbenau–Kamenz liegenden Tagebaues wurde zum Transport der Kohle zur Brikettfabrik ein Viadukt über die Bahnstrecke Lübbenau–Kamenz gebaut und der Kohletransport zur Brikettfabrik mit Elektrolokomotiven durchgeführt. Damit begann der Bahnbetrieb um den Tagebau und die Brikettfabrik in Wiednitz.

### Zeit nach dem Zweiten Weltkrieg
Durch die Änderung der gesellschaftlichen Verhältnisse änderten sich die Transportbedingungen in der Region. Da abzusehen war, dass eine gewinnbringende Kohleförderung nicht mehr auf Dauer gewährleistet sein würde, wurde bis 1947 eine Zweigbahn bis zum Koselbruch gebaut, um die Brikettfabrik mit der Bahnstrecke Knappenrode–Laubusch zu verbinden und um die Versorgung der Brikettfabrik Heide weiter sicherzustellen. Die Strecke zweigte nach dem Bahnhof Koselbruch mit dem ferngesteuerten Stellwerk von der Bahnstrecke Knappenrode–Laubusch ab und führte über 9,6 km hauptsächlich durch bewaldetes Gebiet. Außer der Straßenverbindung mit der S 198 zwischen Neukollm und Schwarzkollm waren keine nennenswerten Bahnübergänge, Brücken und Durchlässe vorhanden.
In Wiednitz wurde der schon bestehende Viadukt über die Bahnstrecke Lübbenau–Kamenz der bestehenden Förderbahn mit benutzt. Vom dortigen Stellwerk 31S erfolgte die Steuerung der Strecke. Die Spannung der Oberleitung wurde mit 1200 V gewählt. Die Beförderung der Züge übernahmen zuerst Altbaulokomotiven. Belegt sind zwei Lokomotiven AEG Bo Bo 55t mit der Bezeichnung 1-228 und 1-229 und eine Lokomotive LHW/BBC Bo Bo 60 t mit der Bezeichnung 2-68. Nach der Zuweisung von Elektrolokomotiven der Baureihe LEW EL 3 konnten die beiden Altbaubaureihen 1969 und 1972 zum Tagebau Olbersdorf abgegeben werden. Die Lokomotiven beförderten Kipper-Kohlewagen der Gothaer Waggonfabrik mit einem Fassungsvermögen von 56 Kubikmetern.

### Gegenwart
Die Schließung von Tagebauen und den Brikettfabriken machte auch in den 1990er Jahren in Wiednitz nicht halt, Ende 1992 wurde die Brikettfabrik Wiednitz geschlossen. Im selben Jahr wurde die Bahnstrecke Koselbruch–Heide eingestellt und Ende der 1990er-Jahre abgebrochen. Die Bahnbrücke über die Strecke Lübbenau–Kamenz bei Wiednitz wurde 2007 abgetragen. Unweit des ehemaligen Stellwekes 31S ist eine Trafostation als Ruine zu erkennen. Auf dem Gelände der Brikettfabrik ist noch der Kohlebunker vorhanden, die Widerlager des ehemaligen Viaduktes über die Strecke Lübbenau–Kamenz sind noch zu erkennen. In dem bewaldeten Gebiet ist die ehemalige Trassenführung noch auszumachen.